# استالینیسم
استالینیسم نوعی تفکر و شیوه حکومتی است، ساختارهای اقتصادی و سیاسی که مشابه آن‌هایی است که استالین در اتحاد شوروی به‌وجود آورد، به‌ویژه برنامه‌ریزی مرکزی و انضباط سیاسی.

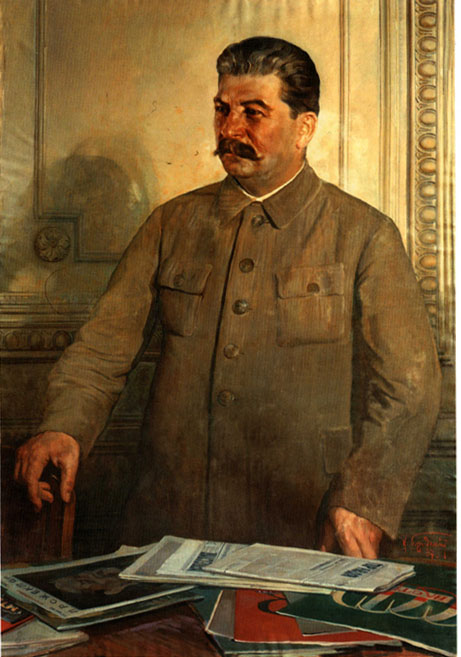
نقاشی ای از جوزف استالین (۱۸۷۸–۱۹۵۳) رهبر و دبیرکل حزب کمونیست شوروی در دفتر کار خود (نقاشی از آیزاک برودسکی)

سیاست‌ها و روش‌های حکومت ژوزف استالین (۱۹۵۳–۱۸۷۹) نخست‌وزیر، فرمانده کل قوا، دبیرکل حزب کمونیست، استالینیسم ایدئولوژی خاصی نیست، بلکه روش‌های به کار بستن مارکسیسم-لنینیسم در روسیه در دوران حکومت استالین، برخی تفسیرها از آن نظریه‌ها و سازگار کردن آن‌ها با عمل است. این روش‌ها شامل تروریسم، دیوان‌سالاری (بوروکراتیسم) و پذیرش اجباری احکام مطلق استالین در جنبش کمونیسم، چه در شوروی چه در میان حزب‌ها و کشورهای کمونیست در سراسر جهان بود.
استالینیسم از زمانی پدید آمد که استالین در کسب جانشینی ولادیمیر لنین (۱۹۲۴) و از میان برداشتن رقیبان خود در حزب، به ویژه تروتسکی (تروتسکیسم)، کامیاب شد. سیاست «سوسیالیسم در یک کشور» او شامل اشتراکی کردن اجباری کشاورزی و صنعتی کردن اتحاد شوروی با سرعت و شدت هرچه تمام‌تر بود. استالین برای پیشبرد این هدف‌ها نظارت پلیسی بر مردم را گسترش داد و در این راه وسایل بسیار بی‌رحمانه و خشنی را به کار گرفت؛ مثل اردوگاه‌های کار اجباری و کاربرد پلیس مخفی و دیگر روش‌های رژیم‌های تمامیت‌خواه را با شخص پرستی در هم آمیخت.
کمونیست‌ها در زمان زندگی استالین او را بزرگ‌ترین تفسیرگر مارکسیسم و بالاترین مرجع نظری در جنبش بین‌المللی می‌دانستند، اما پس از مرگ او با گزارشی که خروشچف، دبیرکل حزب کمونیست شوروی، در کنگرهٔ بیستم حزب در مورد جنایت‌های استالین داد و در کنگرهٔ بیست و دوم حزب دنبال شد، استالینیسم کژروی از موازین لنینی دانسته و محکوم شد و از آن پس مراجعه به آثار استالین به عنوان مرجع نظری از رواج افتاد و استالینیسم معنای زورگویی، رژیم پلیسی، فردپرستی و دیکتاتوری به خود گرفت.
در جنبش بین‌المللی کمونیسم، حزب اتحادیه کمونیست‌های یوگسلاوی نخستین حزبی بود که بر ضد استالینیسم و تسلط زورگویانهٔ شوروی بر حزب‌ها و کشورهای کمونیست، سرکشی آغاز کرد و آن را انحرافی از مارکسیسم-لنینیسم شمرد.
نسخهٔ استالینی سوسیالیسم، با تغییرات اندکی، اتحاد جماهیر شوروی را ایجاد کرد و بر احزاب کمونیست در سراسر جهان تأثیر گذاشت. استالینیسم امکان ایجاد یک جامعه کمونیستی بر اساس برنامه جامع صنعتی شدن و اشتراکی سازی در شوروی را مطرح کرد. توسعهٔ سریع صنعت و مهم‌تر از آن، پیروزی شوروی سابق در جنگ جهانی دوم این دیدگاه را حتی تا ده سال پس از مرگ استالین در سراسر جهان معرفی کرد. استالینیسم قول ایجاد یک جامعه کمونیستی در طی سی سال را مطرح کرد. با این وجود، تحت رهبری استالین، امکان ایجاد کمونیسم در چارچوب مدل روسی فراهم شد.
علی‌رغم فعالیت کمینترن، حزب کمونیست شوروی سیاست استالینی «سوسیالیسم در یک کشور» را اتخاذ کرد و ادعا نمود که به علت «افزایش دعواهای طبقاتی تحت نظام‌های سوسیالیستی» می‌بایست سوسیالیسم را در تنها یک کشور ایجاد نمود. لئون تروتسکی این تغییر وضعیت از جهانی‌سازی مارکسیست را زیر سؤال برد و نظریه «انقلاب پایدار» را مطرح کرد که بر ضرورت یک انقلاب جهانی تأکید دارد.

## اصطلاح‌شناسی
اصطلاح استالینیسم اولین بار در دهۀ ۱۹۳۰ و در زمانی مورد توجه قرار گرفت که لازار کاگانویچ سیاستمدار شوروی و یکی از نزدیکان استالین پیشنهاد کرد که «بگذارید به جای زنده باد لنینیسم بگوییم زنده باد استالینیسم!». استالین شخصاً این پیشنهاد را رد کرد و آن را ستایش بیش از حد و به وجود آوردن کیش شخصیت دانست.